# Walkerton (Ontario)
Pour les articles homonymes, voir Walkerton (homonymie).
Walkerton est une communauté de l'Ontario, sous la municipalité de Brockton. Cette ville actuelle est issue d'un fusionnement des municipalités de Brant, Greenock et Walkerton (Brockton est un mot-valise pour Brant Greenock Walkerton).

## Géographie
|  |           |         |
|  | Walkerton | Hanover |
|  | Mildmay   |         |

## Histoire
La tragédie de Walkerton est une épidémie d'E. coli causée par l'eau contaminée à Walkerton, qui a causé plusieurs morts et maladies en mai 2000.

## Résidents connus
- David Milne (8 janvier 1882 - 26 décembre 1953), peintre et graveur.
- Leighton McCarthy (1869-1952), homme politique fédéral et ambassadeur aux États-Unis
- Samuel Lewis Honey (en), VC, DCM, MM (9 février 1894 – 30 septembre 1918), militaire.
- William Bertram (19 janvier 1880 – 1er mai 1933), acteur hollywoodien